# 雞爪定理
歐氏幾何中，雞爪定理（或內心/旁心引理）描述三角形的頂點、內心、旁心、外接圓的位置關係。其斷言，三角形某頂點{\displaystyle B}所對的旁心{\displaystyle I_{B}}、另兩個頂點{\displaystyle A}、{\displaystyle C}、內心{\displaystyle I}四點共圓，且其圓心（{\displaystyle II_{B}}中點）位於三角形的外接圓{\displaystyle \odot ABC}上。此定理的構形常於奧數幾何題出現。

## 敍述

雞爪定理：三條紅色線段等長

設{\displaystyle \triangle ABC}為任意三角形，{\displaystyle I}為其內心，{\displaystyle \angle ABC}的角平分線{\displaystyle BI}交外接圓{\displaystyle \odot ABC}於{\displaystyle D}。定理斷言，{\displaystyle D}到{\displaystyle A,C,I}三點等远，即{\displaystyle DA=DC=DI}。
等價的說法有：
- 過{\displaystyle A,C,I}三點的圓，圓心位於{\displaystyle D}。這尤其說明該圓的圓心在於原三角形的外接圓上。[3][4]
- 諸三角形{\displaystyle AID,CID,ACD}皆為等腰，{\displaystyle D}為其頂角。

還有第四點{\displaystyle I_{B}}也到{\displaystyle D}等遠，就是{\displaystyle B}所對的旁心。在以{\displaystyle D}為圓心的圓上，{\displaystyle I_{B}}與{\displaystyle I}互為對徑點，即{\displaystyle D}為{\displaystyle II_{B}}的中點。

## 證明
由於同弧所對的圆周角相等，有
{\displaystyle \angle IBA=\angle DCA,\quad \angle IBC=\angle DAC.}
又{\displaystyle BI}為角{\displaystyle B}的平分線，有
{\displaystyle \angle DCA=\angle DAC,}
故{\displaystyle DA=DC}得證（等圓周角對等弦）。
最後計角有：
{\displaystyle {\begin{aligned}\angle DIA={}&180^{\circ }-\angle AIB\\={}&\angle IAB+\angle IBA\\={}&\angle IAC+\angle DAC\\={}&\angle IAD.\\\end{aligned}}}
所以三角形{\displaystyle DIA}有兩底角相等，證畢{\displaystyle DA=DI}。

## 應用於求作三角形
定理適用於解決以下問題：已知某三角形的一個頂點{\displaystyle B}、內心{\displaystyle I}和外心{\displaystyle O}，求作該三角形。作法如下：
1. 以{\displaystyle O}為圓心，{\displaystyle OB}為半徑，作圓。此為三角形的外接圓。
2. 作直線{\displaystyle BI}，與外接圓交於（{\displaystyle B}以外的另一點）{\displaystyle D}。
3. 以{\displaystyle D}為圓心，{\displaystyle DI}為半徑作圓，定理保證所得的圓過另兩個頂點{\displaystyle A,C}。
4. 所以，該圓與外接圓的交點{\displaystyle A,C}即為所求。[7]

然而，並非在平面上任意取三點作為{\displaystyle B,I,O}皆有對應的三角形。若以上作法不能給出三角形，則問題可能出在{\displaystyle IB}與{\displaystyle \odot O}相切，也可能在於最後兩圓相切或外離。而且，若{\displaystyle B,I,O}三點無任何限制，則即使作法確實給出三角形，{\displaystyle I}亦不必為其內心，可能是旁心。該些情況下，不存在三角形以{\displaystyle B}為頂點，{\displaystyle I}為內心、{\displaystyle O}為外心。（對於固定的{\displaystyle B,O}兩點，若要存在此種三角形，則{\displaystyle I}必須位於以{\displaystyle B}為尖點關於{\displaystyle \odot O}作成的心臟線圍成的區域中。）
其他構作三角形的問題，如給定頂點、內心、九點圓心，求作三角形，有部分情況可化歸為前述問題解決，但一般而言無法尺規作出。

## 命名
本定理有許多不同的名稱。「雞爪定理」得名自{\displaystyle DA,DI,DC}諸線段組成的幾何圖形。同樣，俄文稱為，謂三叉引理，或，謂三葉草定理。英文又稱「延齡草定理」，亦是以某種三葉植物命名。
定理亦有其他名稱並非來自該形狀，如「內心/旁心引理」（the incenter/excenter lemma）。